# Авуа, Кристал
Кристал Авуа (англ. Kristal Awuah; род. 7 августа 1999) — британская легкоатлетка, специализирующаяся в спринте, двукратная бронзовая призёрка Чемпионата мира 2018 года среди юниоров.

## Биография
Первый международный опыт Кристал Авуа получила на чемпионате мира до 20 лет в 2018 году в Тампере, где она выиграла бронзовую медаль с результатом 11,37 секунды, а также медаль в составе британской эстафетной команды 4×100 метров с результатом 44,05 секунды. В 2019 году она впервые приняла участие в чемпионате Европы в помещении в Глазго и заняла четвёртое место в беге на 60 метров с личным рекордом 7,15 секунд. Затем она участвовала в World Relays в Йокогаме с эстафетой 4 на 100 метров, но не добрались до финиша в забеге вперед. В июле она заняла шестое место в беге на 200 метров на чемпионате Европы среди молодёжи в Евле в 23,66 секунд.
В июне 2021 года Авуа завоевала две золотые медали в национальных возрастных группах на чемпионатах Англии по легкой атлетике среди спортсменов до 20 и до 23 лет в Бедфорде. 26 июня 2021 года на чемпионате Великобритании она заняла четвертое место в беге на 100 м с лучшим временем сезона — 11,23 секунды. На следующий день она также вышла в финал на дистанции 200 м среди женщин, заняв 8-е место.
В июле 2023 года, выступая на Британском национальном чемпионате в Манчестере, она вышла в финал на дистанции 100 м и заняла 4-е место. На следующий день она также вышла в финал на дистанции 200 м и заняла 7-е место.